# Hug de Cardona i Gandia
Hug de Cardona i de Gandia, conegut com "el Navarrès" (?, ~1405 - ?, ~1470) fou senyor del Real, Benicanena, Benipeixar i Beniopa (a l'horta de Gandia) i senyor de Guadalest. Era fill del comte de Cardona Joan Ramon Folc I de Cardona i Joana de Gandia. El 1407, el seu avi matern Alfons el Vell li donà el senyoriu del Real, al terme del ducat de Gandia, que incloïa les alqueries de Beniopa i Benipeixcar i al 1412, a la mort d'aquell, va heretar la senyoria d'Ondara.
A Gandia era molt activa la indústria sucrera, on el trapig del Real era el de major producció del terme. A la segona meitat del segle xv va vendre el monopoli de l'explotació del sucre a Gandia als negociants de la Magna Societas Alemannorum de Ravensburg. De la seva mare va heretar, Calasanz i Sanui a la Ribagorça, i Guadalest i Confrides a la Marina. Va rebre la baronia de Guadalest de l'herència de la seva mare. El 1424 s'uneix al rei Alfons IV a Nàpols. Establert a València, no participà en els afers del Principat de Catalunya, en els quals tingué un paper tan notable el seu fill Joan, amb qui el 1476 pledejà a València. Es va casar el 1427 amb Blanca de Navarra, senyora de Caparrosso, Aézcoa, Carazar i Caseda, filla de Joana de Navarra qui era filla natural del rei Carles II el Dolent amb qui tingué quatre fills: 
- Joan de Cardona i de Navarra baró de Guadalest i majordom major de Carles III de Navarra.
- Beatriu de Cardona.
- Onofre de Cardona, baró de Guadalest, casat amb Beatriu Bou, dels Bou senyors de Callosa i Tàrbena.